# 레이날도 비그노네
레이날도 베니토 비그노네 (Reynaldo Benito Bignone, 1928년 1월 21일 ~ 2018년 3월 7일)는 아르헨티나의 장군으로, 1982년 7월 1일부터 1983년 12월 10일까지 아르헨티나의 대통령을 지냈으며, 아르헨티나 군부 독재 정권의 마지막 대통령이었다. 1983년 취임 뒤 인권침해자 등을 사면하기 위한 법을 만들고 관련 서류를 폐기했다. 이후 대통령에서 어쩔 수 없이 물러나게 되어야만 하자 새로 대통령이 되는 라울 알폰신에게 자신을 사면하는 조건으로 대통령 직을 넘겨줬다. 그러나 라울 알폰신은 약속만 해 놓고 레이날도 비그노네에게 대통령 직을 받자마자 레이날도 비그노네, 레오폴도 갈티에리, 호르헤 비델라 등의 군부 인사들을 전부 체포했다.
2010년, 그의 통치 시기에 벌어진 추악한 전쟁 (Dirty War) 에서의 유괴, 영아 인신매매, 고문, 살해 혐의로 25년형을 선고받았다. 2018년 3월 7일, 종신형을 선고받고 감옥에 있던 중 90세의 나이로 사망했다.

## 같이 보기
- 호르헤 라파엘 비델라
- 로베르토 에두아르도 비올라
- 레오폴도 갈티에리